# Rettungshundeprüfung
Als Rettungshunde(team)prüfungen werden eine Reihe von Prüfungen bezeichnet, die einen Hund als Rettungshund qualifizieren. Nur Teams aus Hund und Hundeführer mit erfolgreich absolvierten Rettungshundeprüfungen können als vollwertige Mitglieder in Rettungshundestaffeln eingesetzt werden; Teams, die sich noch in der Ausbildung befinden, können jedoch als Helfer an Einsätzen teilnehmen.
Neben den Einsatzprüfungen, bei denen Teams auf ihre Fähigkeiten für einen (echten) Rettungshundeinsatz geprüft werden, gibt es auch Sportprüfungen. Bei den sportlichen Prüfungen (beispielsweise bei VDH und FCI) werden nur die Leistungen der Teams (Hund und Hundeführer) in der Suche überprüft und nicht das Einsatzwissen der Hundeführer (beispielsweise in Sanitätsdienst, Einsatztaktik und Sicherung).
Es werden verschiedene Prüfungsstufen in verschiedenen Sparten (Fachgebiete) unterschieden; je nach ausbildender Organisation können sich Prüfungsinhalte und -ablauf im Detail geringfügig unterscheiden; der grundsätzliche Aufbau sowie die Anforderungen sind jedoch weitgehend standardisiert.

## Prüfungen
Vor allen anderen Prüfungen stehen ein Wesenstest und die Rettungshunde-Eignungsprüfung.
Danach folgen die eigentlichen "Rettungshundeteamprüfungen". Im Allgemeinen sind dieses:
1. Rettungshundeteam-Vorprüfung (A)
2. Rettungshundeteam-Prüfung (B)
3. Rettungshundeteam-Prüfung (erweitert) (C)
4. Rettungshundeteam-Wiederholungsprüfung (B+C)

## Fachgebiete
International können alle Prüfungen in verschiedenen Sparten abgelegt werden (nationale Unterschiede nicht berücksichtigt). Diese Sparten sind:
1. Flächensuche
2. Trümmersuche
3. Lawinensuche
4. Wasserrettung
5. Mantrailing
6. (Wasserortung)
7. ((Leichensuche))

Weitere Informationen zu den Fachgebieten unter: Rettungshund